# دانشنامه برخط بریتانیکا
دانشنامهٔ آنلاین بریتانیکا؛ وبگاه دانشنامه بریتانیکا است. این وبگاه بیش از ۱۳۰٬۰۰۰ هزار مقاله دارد که به‌طور منظم به‌روز شده‌است. به‌روزرسانی اطلاعات توسط گزارش‌های خبریِ نیویورک تایمز و بی‌بی‌سی انجام می‌شود. در سال ۱۹۹۴، دانشنامه آنلاین بریتانیکا با پرداخت وجه ۲۰۰۰ دلار در اینترنت قابل استفاده بود. در سال ۲۰۱۰ میلادی آخرین نسخهٔ کاغذیِ بریتانیکا چاپ شد و طبق برنامه، فروش نسخه‌های کاغذیِ بریتانیکا تا اتمام نسخه‌های موجود ادامه خواهد یافت. در ماه مارس سال ۲۰۱۲، مسئولان این دانشنامه اعلام کردند که چاپ کاغذی دانشنامه را پس از نزدیک به ۲۴۴ سال کنار می‌گذارند و تنها به ارائه نسخه‌های اینترنتی آن می‌پردازند. نسخهٔ چاپی با قیمت ۱۴۰۰ دلار عرضه شد، در حالی که اشتراک دیجیتال سالانه با قیمت ۷۰ دلار ارائه می‌شود.

## دانشنامه آنلاین بریتانیکا
Encyclopædia Britannica اکنون یک دانشنامه آنلاین است که بیش از ۱۳۰٬۰۰۰ مقاله دارد، تمامی آن‌ها توسط تیمی از کارشناسان و داوطلبان حرفه‌ای به‌طور منظم به‌روزرسانی می‌شوند Wikipedia+3Wikipedia+3Britannica+3. اطلاعات جدید گاهی با کمک گزارش‌های مطبوعاتی معتبری مانند نیویورک تایمز و بی‌بی‌سی بروز می‌شوند .

### تاریخچه چاپ و تحول دیجیتال
- نخستین نسخه چاپی در ۱۷۶۸ در ادینبورگ منتشر شد.
- نسخه چاپی آخرین بار در سال ۲۰۱۰ به‌صورت ۳۲ جلد ارائه شد. پس از آن، فروخته می‌شد تا موجودی پایان یابد .
- در مارس ۲۰۱۲، تولید نسخه چاپی قطع شد و این مجموعه پس از تقریباً ۲۴۴ سال فقط به‌صورت آنلاین ارائه شد .
- قیمت نسخه چاپی آخرین دوره حدود ۱۴۰۰ دلار بود، در حالی که اشتراک آنلاین سالانه تقریبا ۷۰ دلار است .

### امکانات فعلی و محصولات جانبی
- وبگاه Britannica.com بیش از ۱۳۰٬۰۰۰ مقاله تخصصی دارد و از سال ۱۹۹۴ قابل دسترسی است Wikipedia+1Encyclopedia Britannica+1.
- عضویت‌های پرمیوم (Britannica و Britannica Kids) شامل دسترسی نامحدود، بدون تبلیغ، به مقالات، تصاویر، ویدیوها و آزمون‌ها هستند Wikipedia+4corporate.britannica.com+4newsfeed.time.com+4.
- نسخه‌های آکادمیک و آموزشی مخصوص مدارس و دانشگاه‌ها عرضه شده‌اند (مانند Britannica Academic) با ادغام محتوای معتبر و ابزارهایی برای کتابخانه‌ها Britannica.
- از سپتامبر ۲۰۲۴، بریتانیکا ابزار هوش مصنوعی جدیدی مبتنی بر Google Gemini را راه‌اندازی کرده که مدعی است دقیق‌تر از ChatGPT بوده و با جلوگیری از خطاهای ساختگی، اطلاعات را با دقت بالا ارائه می‌کند. این سیستم مبتنی بر پایگاه داده ۱۳۰٬۰۰۰ مقاله است و به‌روز‌رسانی‌های سه‌رقمی ماهانه دارد thetimes.co.uk.

### نقش و جایگاه امروز
- بریتانیکا اکنون تمرکز خود را از چاپ به سمت ارائه آنلاین و راهکارهای آموزشی معطوف کرده است، از جمله نرم‌افزارهای آموزشی، خبرنامه‌ها، و سرویس‌های هوش مصنوعی.
- طبق اظهارات مدیر عامل، حدود ۴۵٪ حاشیه سود دارد و ارزش این شرکت تا سال ۲۰۲۲ تقریبا ۵۰۰ میلیون دلار برآورد شده است .
- این تغییر نشان می‌دهد که بریتانیکا از یک مرجع سنتی چاپی، به یک پلتفرم فناوری‌محور و آموزشی دیجیتال تبدیل شده است.

### خلاصه نهایی
- چاپ: متوقف شده در ۲۰۱۲ (آخرین نسخه ۲۰۱۰ – ۳۲ جلد).
- آنلاین: بیش از ۱۳۰٬۰۰۰ مقاله، اشتراک ۷۰ دلار/سال.
- هوش مصنوعی: ابزار جدید AI با عملکرد برتر و پشتیبانی ویرایشی دقیق.